# 白鶴山
白鶴山（英語：Pak Hok Shan），又稱鶴嶺，是香港一座山峰，位於九龍黃大仙區西南面，即樂富以南、九龍城以北一帶，現為香港華人基督教聯會九龍墳場、福德學校及美東邨美德樓的所在地。

## 山徑
白鶴山有兩條主要山徑前往白鶴山標高柱，分別在香港華人基督教聯會九龍墳場及美東邨美仁樓之間（經引水道後前往附近的梯級拾級而上，然後攀過圍欄，進入墳場後沿大路前行，下至轉彎位後再攀過綠色圍欄，再從鐵欄旁前往77米白鶴山標高柱）以及在美東邨美德樓（在培民街後面的引水道進入，再沿石屎路經石级走至一個小平台，穿過鐵絲網後前行至白鶴山標高柱）。雖兩者的難度均不高，但都不是正常的行山徑，且在美東邨美德樓培民街停車場那邊的山徑經常會有野狗，建議不要獨自登峰。亦有人會在美東邨的後面經引水道爬上山，不過難度頗高，故不建議用此方法登山。

## 歷史

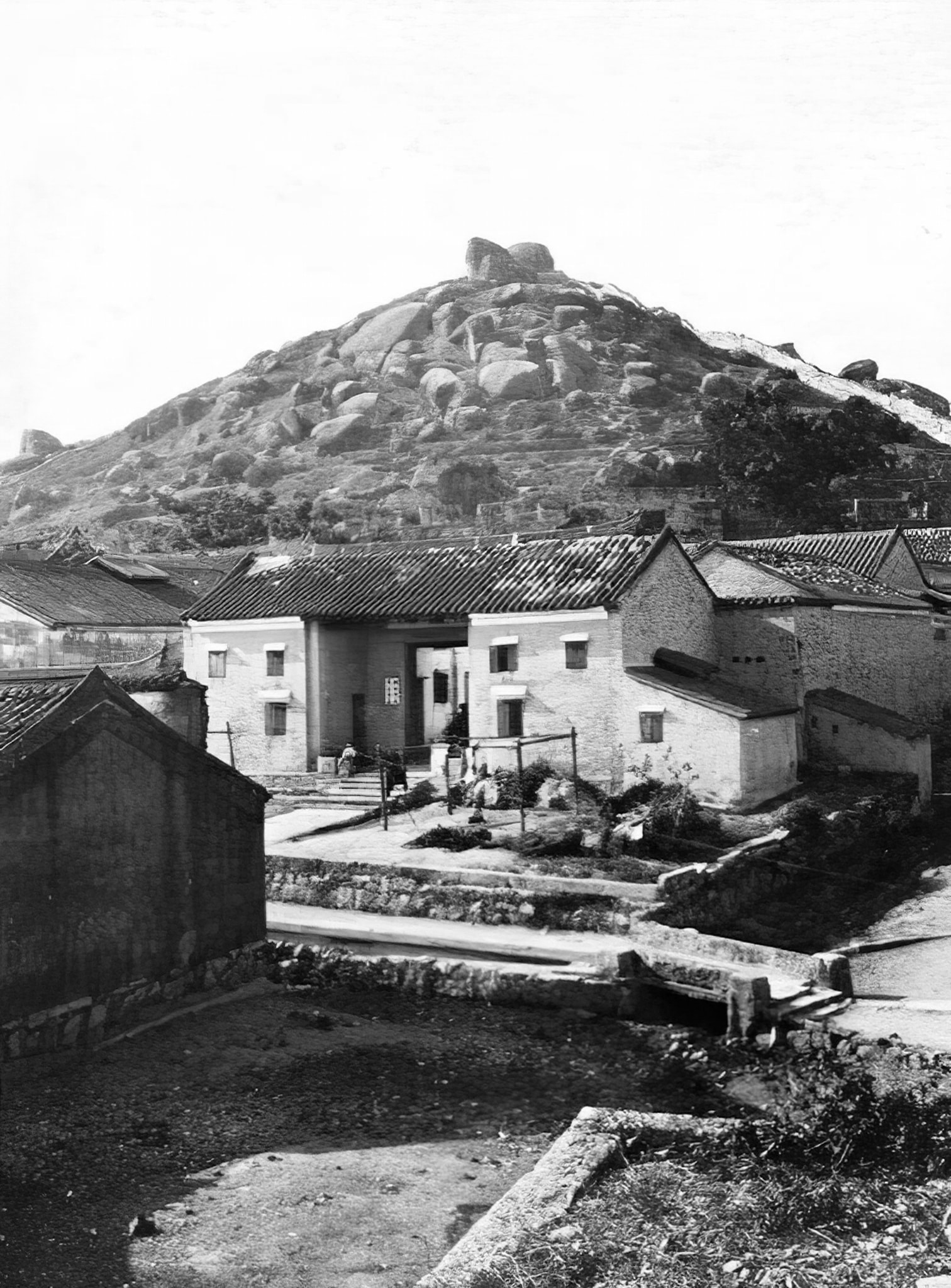
1910年代的白鶴山西坡照片，山頂的石頭為交椅石，同時可見九龍寨城延伸至山頂的石牆

白鶴山昔日是九龍半島其中一個採石的地方，前九龍寨城的城牆也有使用白鶴山的石材建造，採石業直至英國接管新九龍及新界之後禁止當地私開石礦才消失。
據宋王台公園《九龍宋皇台遺址碑記》記載，宋端宗朝廷在逃難到九龍城期間，曾在白鶴山行朝並以一塊大石為御座，後人稱此為「交椅石」，但該石現已不知所終。
1950年代，當局移平白鶴山南方的山坡，開發東頭平房區，並興建聯合道，平房區已於2000年拆卸。而華人永遠墳場的墓地亦擴張至整個北面的山頂，到達原有交椅石的位置。